# Villa Dufresne
La villa Dufresne est une voie du 16e arrondissement de Paris, en France.

## Situation et accès
La villa Dufresne est une voie privée située dans le 16e arrondissement de Paris. Elle débute au 151 ter, boulevard Murat et se termine au 39, rue Claude-Terrasse.

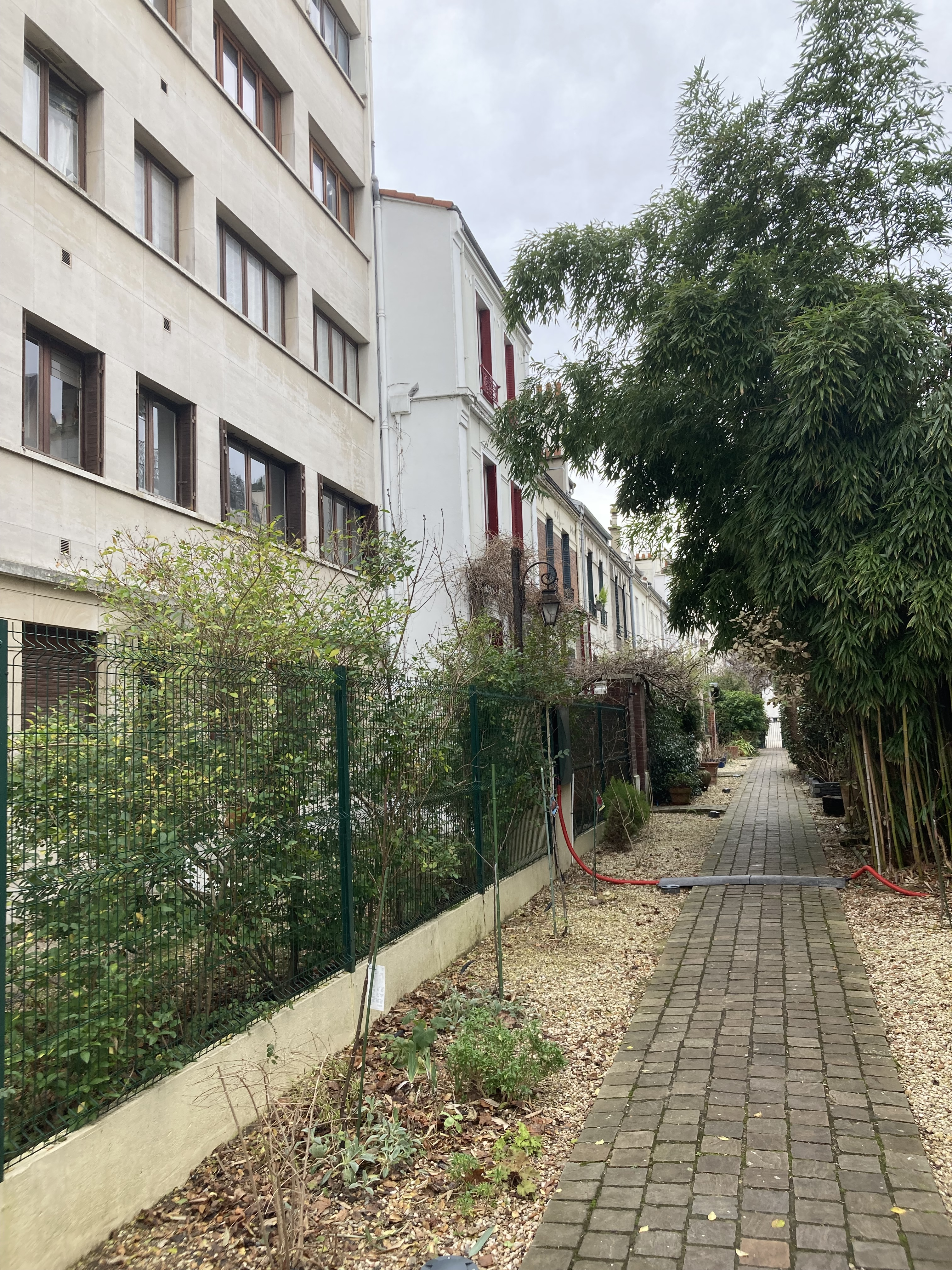
Villa Dufresne, vue depuis le boulevard Murat.
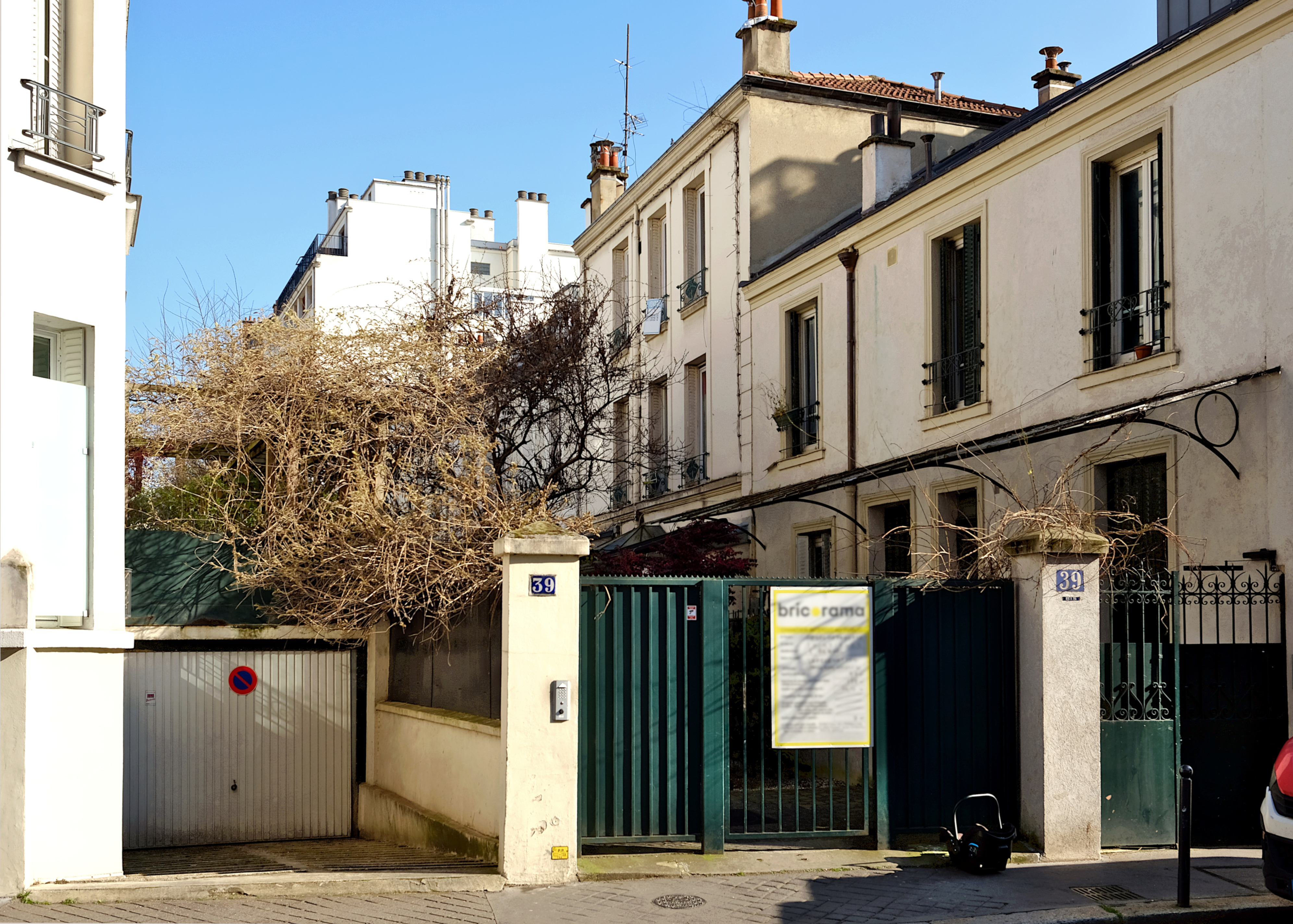
Entrée de la villa, côté rue Claude-Terrasse.
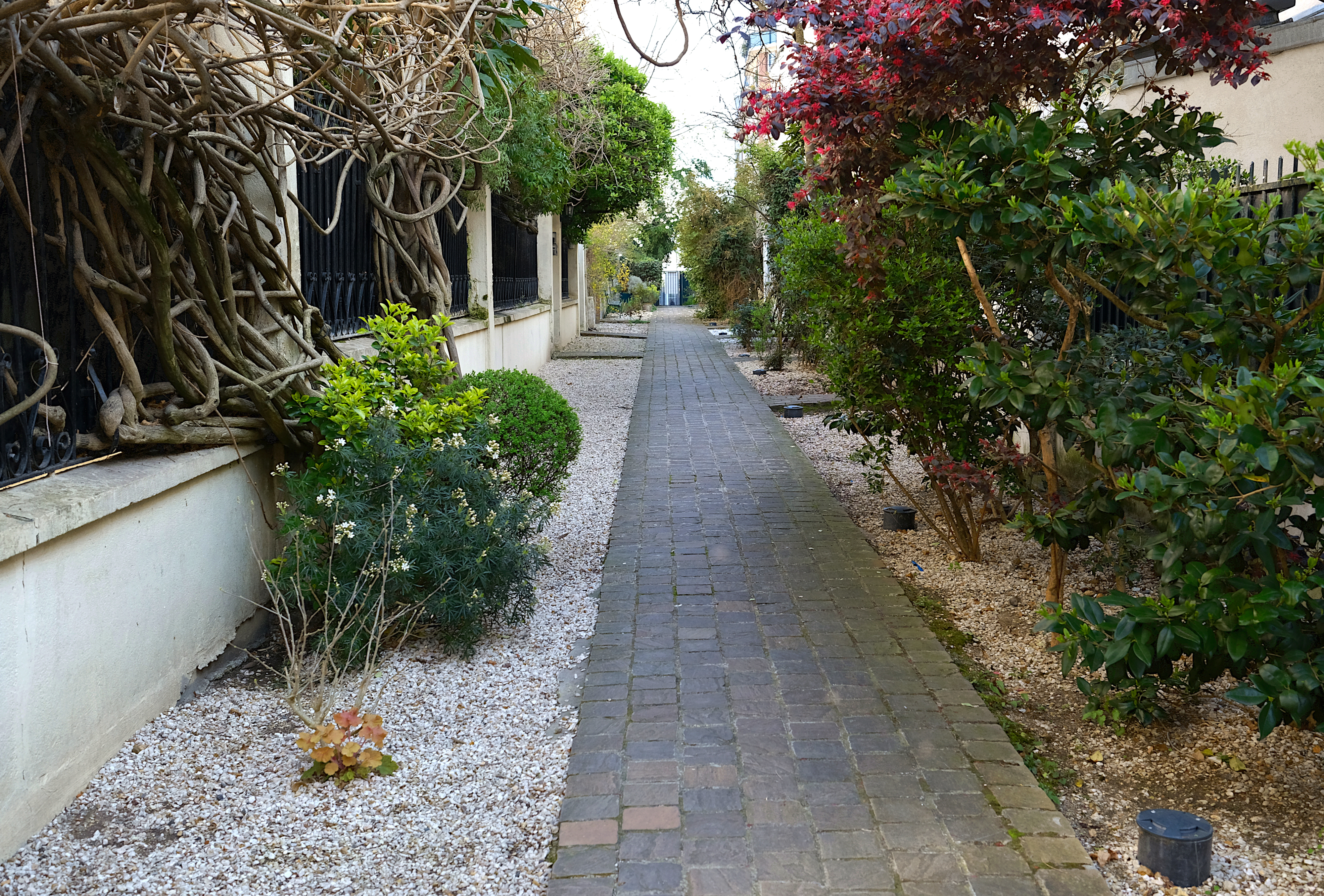
La  villa (en 2025) vue depuis la rue Claude-Terrasse.

Le quartier est desservi par la ligne de métro 9 à la station Porte de Saint-Cloud.

## Origine du nom
Cette voie porte le nom de l'ingénieur Germain Dufresne-Sommeiller, (1815-1871).

## Historique
Cette voie est ouverte sous sa dénomination actuelle en 1885. Avant son percement, le site est peu urbanisé et occupé par des terrains vagues ou des cultures. Le lotissement est composé, en grande partie, par d’anciennes maisons ouvrières construites selon les préceptes d’Émile Cacheux.

## Bâtiments remarquables et lieux de mémoire
- En 1898, Louis Deibler, bourreau, « le plus consciencieux qu’on eût jamais vu », habite un « élégant cottage en brique » à l’angle de la rue Claude-Terrasse, alors dénommée rue de Billancourt. Son fils, Anatole Deibler (1863-1939), également bourreau, vit à ses côtés[4]. Une photographie de la villa, prise en 1902, figure dans le Dictionnaire historique des rues de Paris de Jacques Hillairet, p. 352[5].